# Companie publică
O societate publică sau o companie tranzacționată public este o companie care are permisiunea de a oferi valorile sale mobiliare (acțiuni, obligațiuni, etc) spre vânzare către publicul larg, de obicei printr-o bursă de valori, sau, ocazional, o companie ale carei acțiuni sunt tranzacționate la ghișeu (OTC), prin intermediul formatorilor de piață care utilizează servicii de schimb non-citate.